# Bolivar (del av en befolkad plats)
Bolivar är en del av en befolkad plats i Australien. Den ligger i kommunen Salisbury och delstaten South Australia, omkring 18 kilometer norr om delstatshuvudstaden Adelaide. Antalet invånare är 120.
Runt Bolivar är det mycket tätbefolkat, med 1 266 invånare per kvadratkilometer.. Närmaste större samhälle är Adelaide, omkring 18 kilometer söder om Bolivar.
Runt Bolivar är det i huvudsak tätbebyggt. Genomsnittlig årsnederbörd är 593 millimeter. Den regnigaste månaden är juli, med i genomsnitt 95 mm nederbörd, och den torraste är december, med 13 mm nederbörd.